# Huntloser Moor
Das Huntloser Moor ist ein Naturschutzgebiet in der niedersächsischen Gemeinde Großenkneten im Landkreis Oldenburg.
Das Naturschutzgebiet mit dem Kennzeichen NSG WE 079 ist 150 Hektar groß. Es steht seit dem 12. April 1942 unter Naturschutz. Es ist größtenteils vom Landschaftsschutzgebiet „Großes Moor“ umgeben. Zum 17. Dezember 1994 wurden das Naturschutzgebiet durch Teile des Landschaftsschutzgebietes im Großen Moor auf seine heutige Größe erweitert. Zuständige untere Naturschutzbehörde ist der Landkreis Oldenburg.
Das Naturschutzgebiet liegt nordöstlich von Großenkneten und südlich des Großenknetener Ortsteils Huntlosen im Naturpark Wildeshauser Geest. Das Moor, ein Quell- und Versumpfungsmoor, ist Bestandteil des ehemaligen Großen Moores, das sich am Rand der Cloppenburger Geest im Urstromtal der Hunte befand. 1870 wurde das Huntloser Moor für die Torfgewinnung vom Großen Moor abgetrennt.
Im Umfeld des zunächst 31 Hektar großen Naturschutzgebiet fand aber weiter Torfabbau statt, in dessen Verlauf das Moor weiter entwässert wurde. 1987 wurde daher zum Schutz des Moores mit der Wiedervernässung begonnen.
Im Naturschutzgebiet finden sich u. a. Bruchwälder, Moorheiden, Feuchtbrachen und Feuchtgrünland. Teile des Naturschutzgebietes werden land- und forstwirtschaftlich genutzt.